# Panique en Atlantique
 (octobre 2024).
Panique en Atlantique est la cent-vingtième histoire de la série Spirou et Fantasio de Lewis Trondheim et Fabrice Parme. Elle est publiée pour la première fois dans Spirou du no 3750 au no 3756. Il s'agit de la sixième histoire de la collection Le Spirou de….

## Univers

### Synopsis
Spirou, groom au Moustic Hôtel est désigné volontaire pour travailler sur un paquebot du consortium Luxe & Loisirs. Il y retrouve Fantasio, qui a embarqué clandestinement en traquant une actrice pour un article, et le comte de Champignac. Celui-ci est chargé par une compagnie d'assurance de déterminer si la disparition du second navire de la société est dû au système de protection inventé par le professeur Sprtschk dont il était équipé. La croisière, perturbée par quelques incidents, n'est pas de tout repos pour Spirou. Elle se révèle d'autant plus mouvementée lorsque le navire commence à couler.

### Personnages
- Spirou, groom au Moustic Hôtel
- Fantasio, reporter
- Spip
- Le Comte de Champignac
- Marinella Cabotini, actrice
- Monsieur Lenoir, assureur
- Le professeur Sprtschk, inventeur du système de protection du navire

Le professeur Sprtschk est déjà apparu dans l'album Le Voyageur du Mésozoïque. Il y est invité, avec d'autres scientifiques, par le comte de Champignac à faire éclore un œuf de dinosaure. Obnubilé par la création d'une super bombe à hydrogène, il finira dévoré par le dinosaure. On peut donc en déduire que Le Voyageur du MésozoÏque se déroule après Panique en Atlantique. D'autant plus que dans Panique en Atlantique, le professeur travaille également sur cette super bombe. 

## Publication

### Revues
La première publication s'est faite dans le magazine Spirou, du no 3750 (dont il fait la couverture) au no 3756.

### Album
L'album a bénéficié d'un tirage de tête, édité par Khani Edition en 2010.